# Entrambosríos (Burgos)
Entrambosríos o Entrambosríos de Sotoscueva es una localidad burgalesa situada en la comarca de las Merindades, Castilla y León. Está situada a 22 kilómetros de la capital de la comarca y partido judicial, Villarcayo de Merindad de Castilla la Vieja y a 103 kilómetros de Burgos.
Según el censo municipal de 2024, la localidad contaba con una población de 26 habitantes.

## Etimología
El nombre se debe a que el pueblo esta rodeado por dos ríos diferentes que son afluentes del Ebro. Uno de ellos lleva el nombre de la localidad: Arroyo de Entrambosríos.

## Historia
En el censo de Floridablanca de 1787 es nombrado como lugar dentro del partido de Valle de Sotoscueva, que junto con otros cinco integraban la Merindad de Sotoscueva, en el corregimiento de Las Merindades de Castilla la Vieja, perteneciente a la Intendencia de Burgos entre 1785 y 1833. Su jurisdicción era de realengo y contaba con alcalde pedáneo.

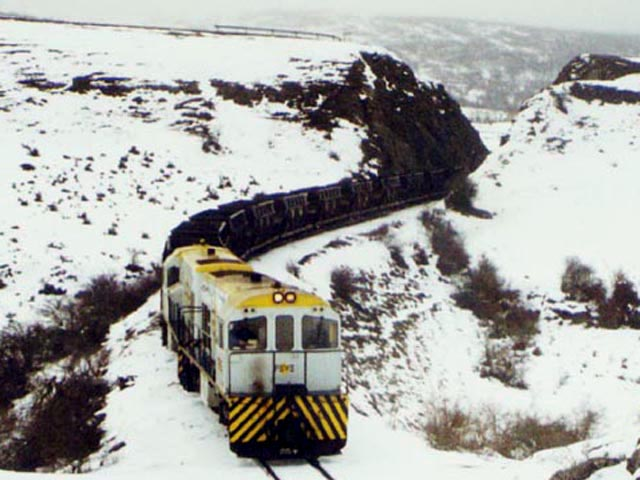
Ferrocarril Bilbao - La Robla.

Durante la Guerra de Independencia Española tuvo origen una de las batallas más importantes en las que participaron varios habitantes de la localidad: Batalla de Espinosa de los Monteros.
La guerra civil española tuvo un efecto importante en la localidad como ocurrió en muchos pueblos españoles. En varios puntos de la localidad están recopilados datos históricos, testimonios y nombres de víctimas.
En la segunda mitad del siglo XX ocurrió el éxodo a las ciudades, donde muchos habitantes marcharon a la ciudad a trabajar, entre ellas Bilbao, Madrid o Asturias. El ferrocarril Bilbao - La Robla tuvo gran influencia en este periodo histórico de la industrialización de la capital vizcaína.

## Lugares de interés

### Iglesia San Vicente Mártir
Siguiendo la calle de la Iglesia - a las afueras del pueblo - se encuentra la iglesia de Entrambosríos, bajo la advocación de San Vicente Mártir y teniendo a San Bartolomé como patrón.

### Juego de Bolos
Llamado así por los lugareños, es una bolera que data del año 1878 (siendo una de las más antiguas de la provincia) y que fue costeada por Don Pedro Martínez. En origen se construyó para jugar a Bolos Tres Tablones, tradicional de la comarca y que aun hoy en día se sigue utilizando con esa finalidad como para muchas otras durante las fiestas populares.

### Cuevas de Ojo Guareña

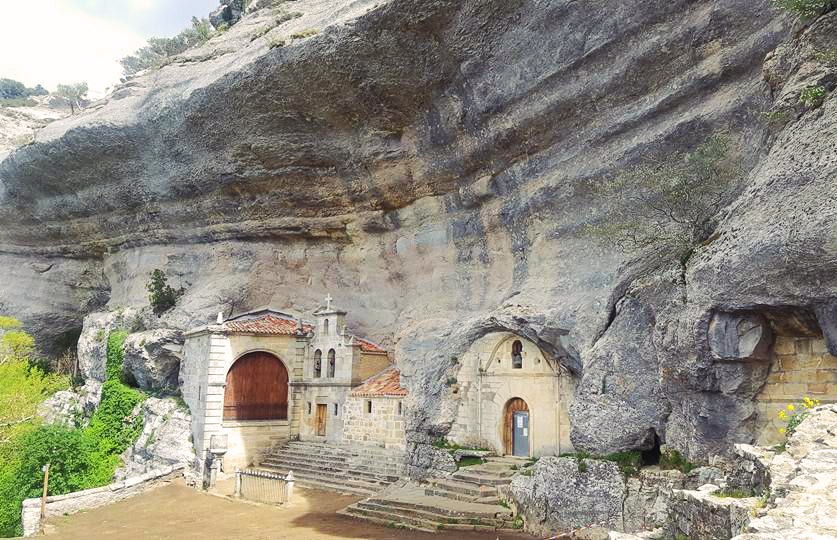
Complejo kárstico de Ojo Guareña.

Ojo Guareña es un complejo kárstico situado cerca de la población y formado por más de 110 km de galerías. Fue declarado Monumento Natural por el gobierno de Castilla y León en el año 1996. Las cuevas se formaron en materiales carbonáticos del Coniaciense y se sitúan sobre un nivel de margas impermeables. Es el tercer sistema kárstico más grande de la península ibérica.

## Fiestas populares
La iglesia se encuentra bajo la advocación de San Vicente Mártir. Sin embargo, el patrón del pueblo es San Bartolomé por lo que sus fiestas populares se celebran el fin de semana más próximo al 24 de agosto, día del patrón. Ese día se celebra una misa y posterior romería en la que se lleva una estatua de San Bartolomé por las calles del pueblo.
Durante los días de fiestas veraneantes y habitantes de la localidad como de municipios de alrededor se reúnen para varias actividades:
- Cuentacuentos de la Pedrosa: comenzó en 2004 y desde entonces, niños y adultos se reúnen en uno de los portalones más emblemáticos del pueblo para ver el teatro que cuenta como actores y actrices a gente del pueblo.
- Tradicionales dianas: empalmando con el DJ y las verbenas, los más fiesteros acuden de casa en casa comiendo, bebiendo y despertando a los más holgazanes a ritmo de la charanga.
- "Comida a Nuestros Mayores" en homenaje a los abuelos y abuelas del pueblo y la cena popular con una chocolatada posterior.
- Concurso de disfraces: en torno a la plaza principal diferentes grupos se disfrazan y organizan un espectáculo - generalmente la noche del sábado -.
- Concurso de tortillas, cartas, mús, pasteles, juegos infantiles, cine...

La mascota de fiestas es el Zapito, una simpática lechera que da a su vez el nombre a los habitantes de Entrambosríos.